# 바냐 카우다

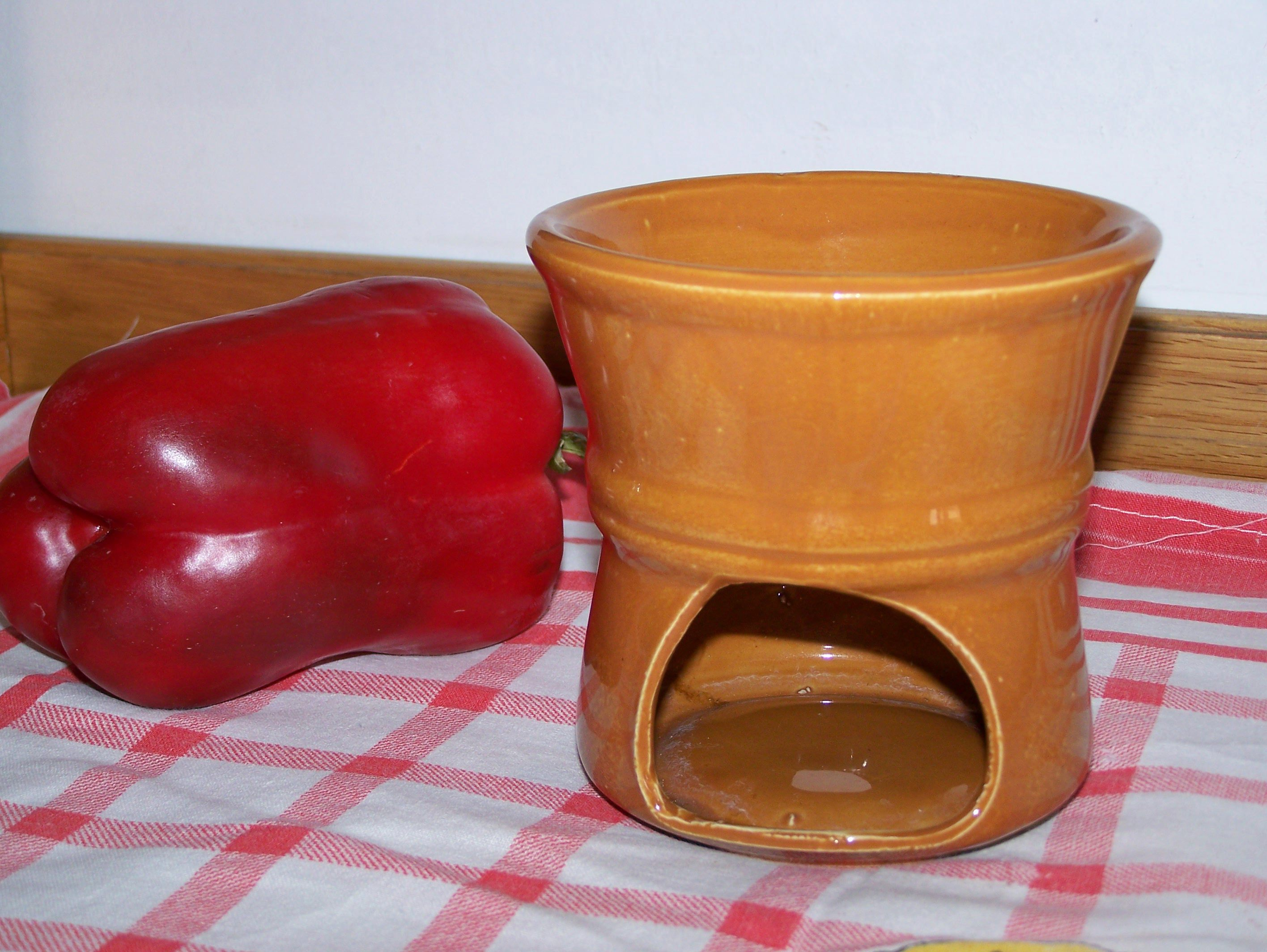
뜨겁게 유지해주는 바냐 카우다용 용기

바냐 카우다(Bagna càuda)는 피에몬테어로 "뜨거운 소스"라는 뜻이며 이탈리아어 bagna caôda와 연관성을 지닌다. 이탈리아어에서 bagno는 목욕탕을 의미하며 피에몬테주에서 찍어먹는 소스의 일종과 관계가 있다. 소스가 되는 이유는 수프나 폴렌타에 빵을 찍어 먹기 때문에 소스와 부분적으로 비슷하기 때문이다. 바냐 카우다는 스위스의 퐁듀와 흡사한 음식으로 안초비, 마늘, 올리브기름, 버터와 셀러리, 아티초크를 넣어 요리한다. 전통적으로는 가을 겨울에 뜨겁게 데워서 먹는다.
원래 피에몬테 지방에서는 식사 시에 큰 접시에 음식을 담아서 식탁 한가운데 두고 나눠먹도록 했다. 하지만 최근에 와서는 개인별로 준비하여 먹도록 하고 있다.

## 같이 보기
- 딥